# Comté d'Escambia (Floride)
Pour les articles homonymes, voir Comté d'Escambia.
Le comté d'Escambia est un comté situé dans l'État de Floride, aux États-Unis. Sa population était de 321 905 habitants en 2020. Son siège est Pensacola.

## Histoire
Le comté a été organisé par des Européens-Américains le 21 juillet 1821; il a été nommé d’après la rivière Escambia. Créés à la même date, les comtés d’Escambia et de St. Johns étaient les deux comtés d’origine de la Floride, couvrant l’ensemble du territoire à l’intérieur des frontières modernes de l’État. La rivière Suwannee était la frontière entre eux, suivant un chemin sinueux de la frontière nord de l’État au golfe du Mexique. Au fur et à mesure que la population augmentait dans le territoire frontalier, 21 comtés ont ensuite été organisés à partir du comté d’Escambia directement ou indirectement. 

## Comtés adjacents

### Géolocalisation
|                             | Comté d'Escambia (Alabama) |                     |
| Comté de Baldwin ( Alabama) | Comté d'Escambia           | Comté de Santa Rosa |
|                             |                            |                     |

## Principales villes
- Century
- Pensacola

## Démographie
| Groupe                           | Comté de Escambia | Floride | États-Unis |
| -------------------------------- | ----------------- | ------- | ---------- |
| Blancs                           | 68,9              | 75,0    | 72,4       |
| Afro-Américains                  | 22,9              | 16,0    | 12,6       |
| Métis                            | 3,2               | 2,5     | 2,9        |
| Asiatiques                       | 2,8               | 2,4     | 4,8        |
| Autres                           | 1,3               | 3,6     | 6,2        |
| Amérindiens                      | 0,9               | 0,4     | 0,9        |
| Océaniens                        | 0,1               | 0,1     | 0,2        |
| Total                            | 100               | 100     | 100        |
|                                  |                   |         |            |
| Hispaniques et Latino-Américains | 4,7               | 22,5    | 16,7       |

| 1830  | 1840  | 1850  | 1860  | 1870  | 1880   |
| ----- | ----- | ----- | ----- | ----- | ------ |
| 3 386 | 3 993 | 4 351 | 5 768 | 7 817 | 12 156 |

| 1890   | 1900   | 1910   | 1920   | 1930   | 1940   |
| ------ | ------ | ------ | ------ | ------ | ------ |
| 20 188 | 28 313 | 38 029 | 49 386 | 53 594 | 74 667 |

| 1950    | 1960    | 1970    | 1980    | 1990    | 2000    |
| ------- | ------- | ------- | ------- | ------- | ------- |
| 112 706 | 173 829 | 205 334 | 233 794 | 262 798 | 294 410 |

| 2010    | 2020    | - | - | - | - |
| ------- | ------- | - | - | - | - |
| 297 619 | 321 905 | - | - | - | - |